# Cosmo
«Cosmo» — дебютний альбом українського гурту Quadragesima, що вийшов наприкінці 2005 року.

## Перелік пісень
1. Intro
2. «Людина-всесвіт»
3. «Урбанаджангла»
4. «Азбука Морзе»
5. «Cosmopolition»
6. «Колискова/ дума про час»
7. «Клуб»
8. «Позитивні рухи»
9. «Танцюєш ти»
10. «Наказано жити»
11. «Zero»

## Промотур
У підтримку виходу альбому гурт вирушає в промотур Україною з назвою «Cosmo - Тур». Концертні заходи тривали протягом другої половини грудня та січня 2006 року. Перші концерти відбулись у Львові (23 грудня 2005 р., клуб «Лялька»), Івано-Франківську (24 грудня 2005, у рамках фестивалю «Рок-Вибух») та Чернівцях (25 грудня 2005, Будинок офіцерів).